# Посёлок Гжельского кирпичного завода
Посёлок Гжельского кирпичного завода — населённый пункт в Раменском районе Московской области, в 13 км северо-восточней Раменского. Входит в состав Гжельского сельского поселения. Население — 1880 чел. (2010).

## География
В непосредственной близости от поселка расположена станция Гжель Казанской железной дороги.

## История
Посёлок образовался в 30-х годах XX века. Рост населённого пункта вёлся за счет работников артели по производству кирпича «Гжельский труженик». Артель успешно работала и сформировался местный кирпичный завод.
Население проживало в основном в бараках и к 1993 году было порядка 650 семей (2067 человек).

## Население
| 2002 | 2010  |
| ---- | ----- |
| 1880 | →1880 |

## Инфраструктура
В посёлке находятся ФАП и детский сад, Прогимназия 48 с начальной школой, стадион, несколько продовольственных и промтоварных магазинов, газетный киоск, отделение связи №140165, аптека, отделение школы искусств. Ранее на территории поселка были дом культуры и библиотека, столовая и дом быта.
Недалеко от посёлка функционируют садоводческие товарищества.